# Olovnatý benzín

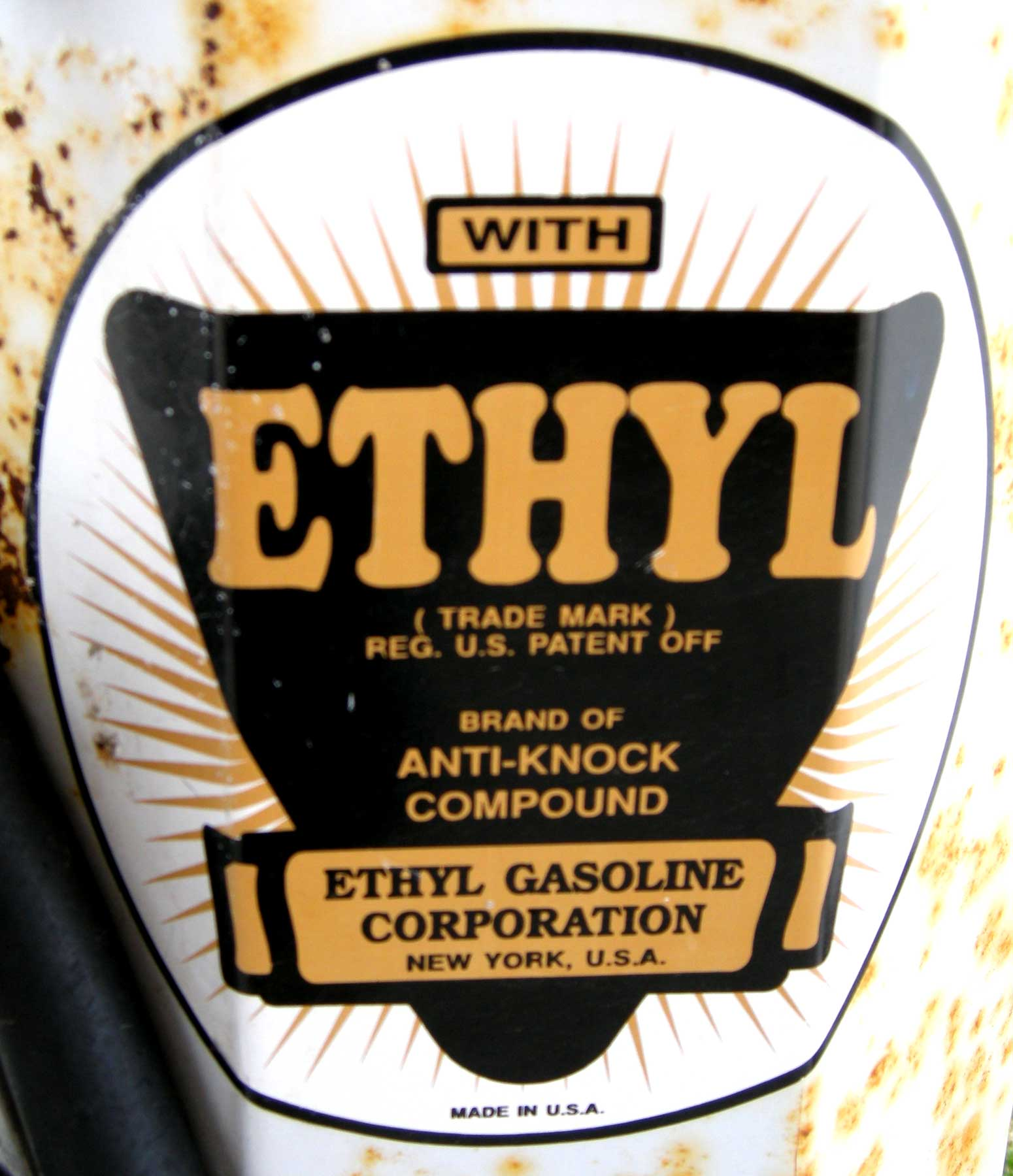
Do benzínu dodávané tetraethylolovo bylo z marketingových označováno jako „Ethyl“

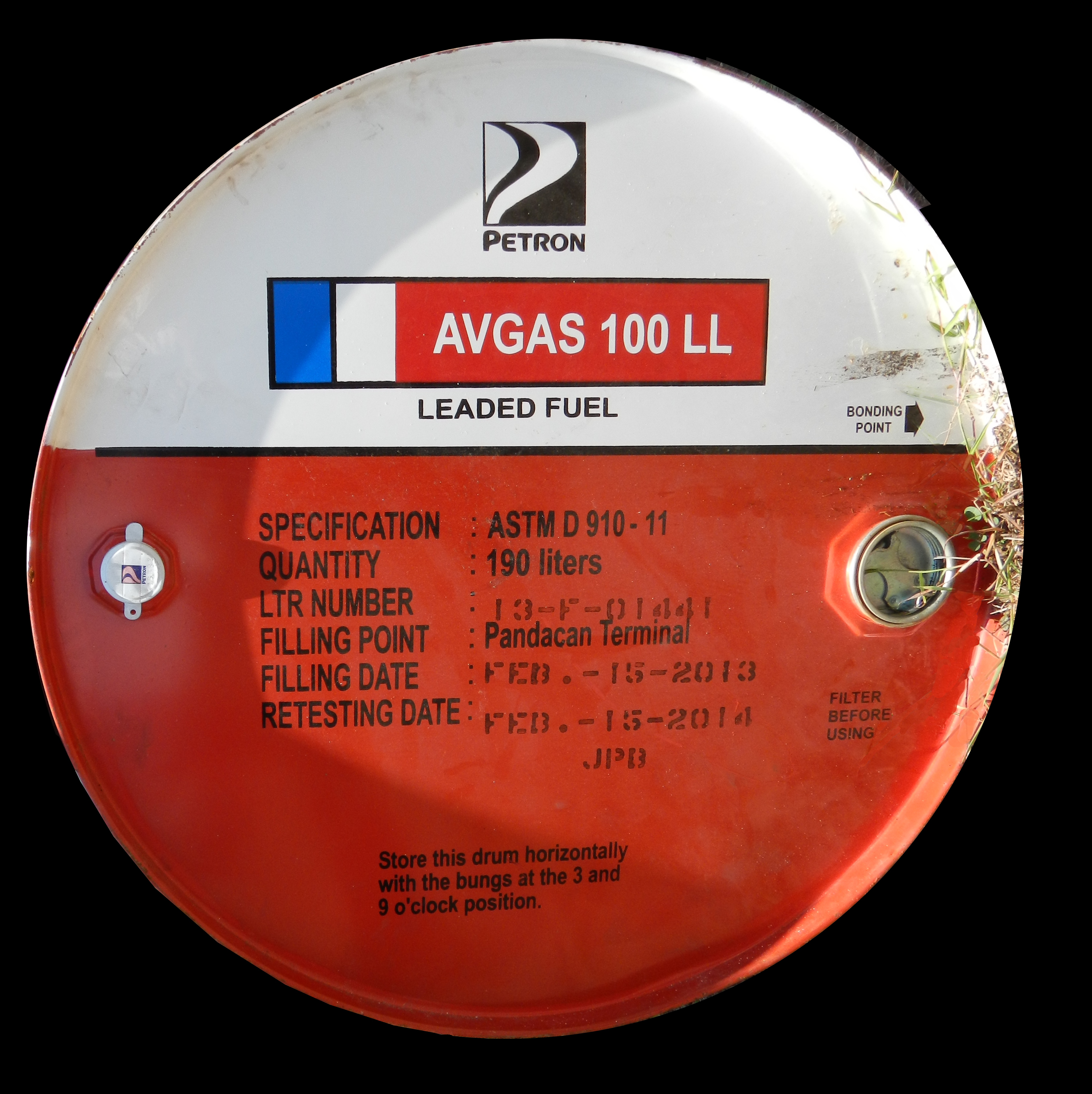
Olovnatý letecký benzín

Olovnatý benzín je směs uhlovodíků používaná jako palivo v zážehových motorech, která je obohacená o antidetonační aditivum, tetraethylolovo. Aditivum zabraňuje samovolnému vznícení benzínu před plánovaným zažehnutím. Odolnost benzínu proti samovznícení určuje oktanové číslo. Oktanové číslo neupraveného benzínu získaného destilací je přibližně 87. Zvýšení oktanového čísla se dosahuje přidáváním různých látek (aditiv). U olovnatých benzínů se přidává tetraethylolovo (TEO), které podstatně zvyšuje oktanové číslo už od objemového promile. Olovo obsažené v benzínu ale přechází do výfukových plynů a má tak špatný vliv na životní prostředí.
S postupem přidávání tetraethylolova do benzínu  přišel roku 1921 Thomas Midgley, přičemž již ve své době byla vysoká toxicita aditiva známa. K omezování užívání docházelo od 70. let, o což se zejména zasloužil geochemik Clair Patterson, který si při výzkumu stáří Země všiml významného nárůstu koncentrace olova v životním prostředí a prokázal jeho souvislost s užíváním olovnatého benzinu. Mezi prvními zeměmi, kde byl olovnatý benzin úplně zakázán, bylo Japonsko (1986). Olovnaté benzíny v České republice byly podle normy ČSN 65 6505 prodávány pod označením Super (oktanové číslo 96) a Special (oktanové číslo 91), jejich prodej byl od 1. ledna 2001 ukončen a byly nahrazeny palivem Special s přísadou draselných solí, který byl zrušen bez náhrady v květnu 2010.
Olovnatý benzín je užíván ještě v některých třídách benzínu pro letecké pístové motory (AVGAS), motorový benzín s olovem se v březnu 2017 běžně užíval již jen v Alžírsku, Jemenu a Iráku. Od roku 2021 se již nepoužívá, posledním státem, který přestal používat olovnatý benzín, bylo Alžírsko.